# Storskär, Vasa
Storskär med Horsskäret, Garrören, Östmans skäret och Skadören är en ö i Finland. Det ligger i Norra kvarken och i kommunen Vasa i landskapet Österbotten, i den västra delen av landet. Ön ligger nära Vasa och omkring 380 kilometer nordväst om Helsingfors.
Öns area är 1,88 kvadratkilometer och dess största längd är 2,9 kilometer i sydöst-nordvästlig riktning. Ön höjer sig omkring 10 meter över havsytan.

## Några ödelar med egna namn
- Storskär 63°09′28″N 21°29′09″Ö / 63.15775°N 21.48586°Ö
- Horsskäret 63°08′52″N 21°29′13″Ö / 63.14781°N 21.48704°Ö
- Garrören 63°09′51″N 21°28′41″Ö / 63.16421°N 21.47809°Ö
- Östmans skäret 63°09′23″N 21°28′45″Ö / 63.15652°N 21.47927°Ö